# Francesco de Mura
Pour les articles homonymes, voir Mura.

Aurora e Titone, musée Capodimonte de Naples

Francesco de Mura (né en 1696 à Naples en Campanie - mort en 1782) est un peintre italien du XVIIIe siècle de style rococo qui fut actif principalement à Naples et Turin.

## Biographie
Élève de Francesco Solimena en compagnie de Bonito et de Corrado Giaquinto, puis de Domenico Viola auprès duquel il rencontre son contemporain Mattia Preti, encore adolescent, il peint les fresques (1715) de l'église San Nicola alla Carità à Naples ainsi que dix toiles des Vertus et une Adoration des Mages (1728) pour l'église de Santa Maria Donnaromita. Ses autres œuvres comprennent des fresques de l'Adoration des Mages (1732) dans l'abside de l'église de la Nunziatella. De Mura a peint aussi des portraits.
Il retrouve Corrado Giaquinto à Turin en 1733 et en 1740.
À la fin de sa vie, son travail reflète le style néoclassique.

## Œuvres
- Saint Benoît accueile Totila (vers 1710), étude pour les fresques de l'église Santi Severino et Sossio, Musée de Capodimonte, Naples[2]
- Le Repos pendant la fuite en Égypte (1725-1735), Courtauld Institute of Art, Londres
- L'Épiphanie (1728), église Santa Maria Donnaromita, Naples
- L'Adoration des Mages (1732), église de la Nunziatella, Naples
- Autoportrait (1740), huile sur toile, Minneapolis Institute of Arts
- Le Départ d'Énée (vers 1740), huile sur toile, 102,5 x 129,5 cm, musée des beaux-arts de Brest, acquisition 1969[3]
- Vierge à l'Enfant avec le jeune saint Jean-Baptiste (1750), Minneapolis Institute of Arts
- La Visitation de Marie à Élisabeth (vers 1750), Cornell Fine Arts Museum (en), Floride
- Horace tuant sa sœur après la défaite des Curiaces (vers 1760), huile sur toile de 89 × 143 cm, collection privée
- La Continence de Scipion (1765), Galerie du Palazzo Leoni Montanari, Vicence
- L'Accord entre Camille et Turnus (1765), Galerie du Palazzo Leoni Montanari, Vicence

Dates non documentées
- Saint Vincent de Paul en gloire, église lazariste de Naples
- L'Assomption de la Vierge, Musée des beaux-arts de l'Ontario, Toronto
- Saint Ignace de Loyola, église de la Nunziatella, Naples
- Saint François Xavier prêchant aux Indiens, église de la Nunziatella, Naples
- L'Assomption de la B.V. Marie, voûte de l'église de la Nunziatella, Naples
- Portrait du comte James Joseph O'Mahoney, lieutenant-général au service de Naples, chevalier de saint Janvier (vers 1748), The Fitzwilliam Museum, Cambridge
- La Vierge présentant le portrait de saint Dominique aux moines de Soriano, musée des beaux-arts, Chicago
- Portrait de Maria Xavieri Romano, Bowes Museum, comté de Durham, Royaume-Uni
- Marie indiquant le monogramme du Christ à saint Louis de Gonzague (vers 1750), basilique du Gesù Vecchio, Naples
- Allégorie des arts, musée du Louvre, Paris
- Aurore et Tithon, huile sur toile de 128 × 154 cm, musée Capodimonte de Naples
- La Cène, collection Hôtel d'Agar, Cavaillon
- La Fuite en Égypte, collection Hôtel d'Agar, Cavaillon

## Sources
- (en) Cet article est partiellement ou en totalité issu de l’article de Wikipédia en anglais intitulé « Francesco de Mura » (voir la liste des auteurs).